# Киезануова (Сан Марино)
Киезануо̀ва (на италиански: Chiesanuova) е село и община в Сан Марино. Разположено е на 450 m надморска височина. Населението на общината е 1155 души (към 2018 г.).

## Населени места
Общината има 8 населени места:
- Киезануова (Chiesanuova, администативен център)
- Галавото (Galavotto)
- Каладино (Caladino)
- Конфине (Confine)
- Моларини (Molarini)
- Поджо Казалино (Poggio Casalino)
- Поджо Киезануова (Poggio Chiesanuova)
- Тельо (Teglio)